# Internetový bot
Internetový bot (zkrácenina slova robot) je počítačový program, který pro svého majitele opakovaně vykonává nějakou rutinní činnost na internetu - obvykle sbírá data, odesílá a zpracovává požadavky na služby vzdálených serverů.

## Příklady botů

### Vyhledávací boti
Častým příkladem bota jsou vyhledávací boti internetových vyhledávačů, v angličtině crawler, spider, gatherer (doslova „prolízač“, pavouk, „shomažďovač“ - v češtině nejčastěji pavouk). Tento typ botů prochází jednotlivé webové stránky, hledá na nich odkazy na nové stránky, indexuje obsah zpracovávaných stránek a umožňuje jejich následné prohledávání. Podobným příkladem může být bot na kontrolu odkazů (linkchecker). Prochází zadanou množinu stránek (opět následuje odkazy) a hledá na nich odkazy na již neexistující stránky.

### Spamboti
Bot může informace do stránek i vkládat (odesíláním dat přes HTTP), existují např. boti vkládající komentářový spam. Takový bot vyhledává formuláře na webu a vkládá do nich reklamní text nebo komerční sdělení.
Existují rovněž boti, kteří získávají e-mailové adresy, jež vkládají do databází příjemců pro rozesílání nevyžádané pošty (spamu). Odtud se jim říká spamboti, řidčeji harvesters. Jeden ze způsobů je prohledávání internetových stránek - e-mailovou adresu obvykle poznají podle přítomnosti zavináče – @. Protože objem takového spamu přesáhl míru únosnosti, bývá naléhavě doporučováno e-mailové adresy na internetu nezveřejňovat přímo, ale nějakým pro člověka snadno pochopitelným způsobem je opsat, např. jmeno (zavinac) domena.cz. Některé servery jdou v tomto uživatelům vstříc a e-mailové adresy takto rozloží automaticky nebo je vloží ve formě obrázku (či obrázkem nahradí jednotlivá písmena nebo alespoň znak zavináče). Existuje i způsob přes kaskádové styly, ten však zužuje skupinu uživatelů na ty s prohlížeči s podporou CSS(2).
Spamovací boti však e-mailové adresy mohou získat rovněž sledováním odpovědí vzdálených SMTP serverů. Provádějí na vzdálený poštovní server tzv. slovníkový útok, kdy se pokouší doručit e-mail na adresy složené z obvyklých jmen a příjmení, oblíbených názvů a přezdívek (svoboda, novak, cerny, atd.). Tyto adresy jsou proto ohroženější, jako protiopatření se doporučuje např. rozšíření adresy o další znaky (xsvoboda, novak69, …).
Některé weby místo kontaktního mailu rovnou zobrazí formulář (třeba na připomínky k správě či obsahu jejich stránek), který je po vyplnění uživatelem zpracován na serveru, přičemž se teprve pošle na adresu administrátora nebo jiné zodpovědné osoby. Při nedůsledném zpracování tohoto formuláře vzniká bezpečnostní díra, kterou může bot využít a pomocí ní rozeslat spam nejen správci ale libovolnému příjemci.
Zajímavostí je ring serverů, které na spamboty políčily past - zobrazují stránky s desítkami mailových adres a odkazy vedoucí na obdobné takové stránky spřátelených serverů. Tyto stránky jsou vygenerované a odkazy lze procházet donekonečna, aniž by spamboty jediný z nich vyvedl mimo ring (obtěžovat běžné uživatele). Zmíněné e-mailové adresy pak patří největším prokázaným spamerům, takže tito v podstatě „sklízejí co zaseli“.

### Boti pro správu a údržbu
Wikipedie používá boty k různým údržbářským pracím, např. údržbě mezijazykových odkazů, odstraňování nefunkčních externích odkazů, vytváření nových přesměrování či odstraňování dvojitých přesměrování.

### IRC bot, Chatterbot
Bot nemusí pracovat pouze s webovými stránkami, IRC bot může poslouchat na IRC kanálu a reagovat na zaslané příkazy, či do IRC kanálu nějakou konverzaci odesílat.
Úkolem dalšího z botů, tzv. chatterbota, není sbírat nebo zasílat spam, ale bavit uživatele předstíráním (simulací) inteligentní konverzace. Zpravidla jeho algoritmus není tak dokonalý, aby obstál srovnání s živým protějškem (více viz Turingův test), většinou se jen snaží analyzovat z vět klíčová slova a na ně odpovědět podle připravených vzorů.

### Botnet
Dnešní počítačové viry a červi často staví botnety, což jsou sítě propojených botů na zavirovaných počítačích (zotročená síť počítačů), kteří čekají na příkazy majitele a poté používají napadené počítače k jejich splnění. Tímto způsobem jsou často vytvářeny DDoS útoky nebo rozesílány spamy.

### Obchodovací boti
Obchodovací boti obchodují online například na forexových trzích. Jedná se o software, který programově sbírá data a následně je analyzuje. Na základě již získaných dat vyhodnocuje stav na trhu a podle něj zadává pokyny k prodeji nebo koupi. S pomocí forexových robotů lze snadno obchodovat na finančních, kapitálových a dalších trzích. Jedná se však o sporný způsob obchodování, vzhledem k tomu, že minulé úspěchy na trhu nepředpokládají budoucí a forexovým robotům chybí lidský faktor.

## V populární kultuře
- Švédský zpěvák a DJ Basshunter nahrál píseň Boten Anna, jejíž hlavní téma se točí kolem IRC botu.